# 190th Street
190th Street – stacja metra nowojorskiego, na linii A. Znajduje się w dzielnicy Queens, w Nowym Jorku i zlokalizowana jest pomiędzy stacjami Dyckman Street i 181st Street. Została otwarta 10 września 1932.